# Cimetière arménien de Pangaltı
Ne doit pas être confondu avec Cimetière catholique de Pangaltı.
Le cimetière arménien de Pangaltı (en turc Pangaltı Ermenî Mezarlığı ou Surp Agop Mezarlığı, en arménien Սուրբ Հակոբ հայկական գերեզմանատուն) est un cimetière situé sur la rive européenne d'Istanbul, dans le district de Şişli, dans le quartier de İnönü. Situé sur la rive nord de la Corne d'Or, il a été créé au XVIe siècle, à l'époque en périphérie de Constantinople. Il a été détruit après l'établissement de la république de Turquie et la guerre qui l'a précédée.

## Histoire
Le cimetière est mis en service en 1560 après une épidémie de peste.

## Emplacement actuel

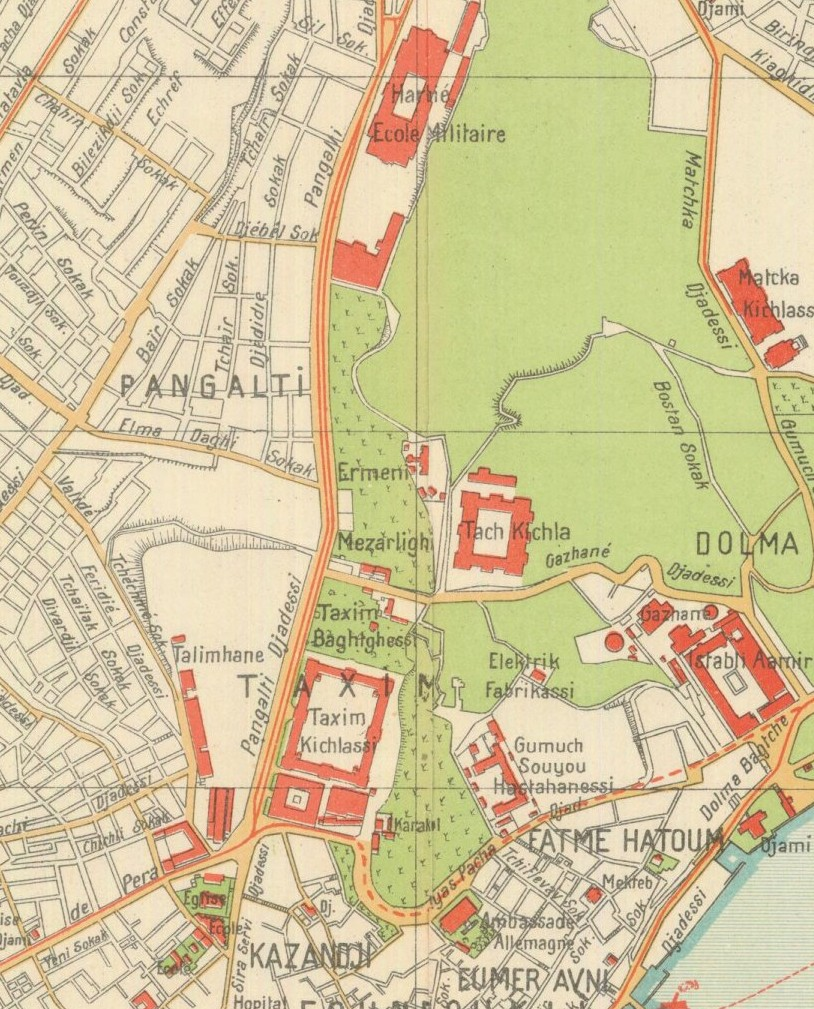
Emplacement du cimetière (Ermeni Mezarlighi) en 1922. Le bâtiment en bas à gauche en forme de C inversé est l'actuel consulat de France, d'où part la Grande rue de Péra, aujourd'hui avenue İstiklal.

L'espace du cimetière sous la forme existante au début du XXe siècle est occupé par :
- une partie de la place Taksim ;
- des complexes hôteliers et résidentiels ;
- les bureaux stambouliotes de la Radio-télévision de Turquie ;
- le consulat de la république de l'Inde ;
- et une petite partie de l'École militaire.

Les bâtiments actuellement de l'autre côté de l'avenue Cumhurriyet sont le lycée français Notre-Dame de Sion au nord et l'hôpital Surp-Agop au sud.